# 德珠·阿旺罗布藏丹贝卓美
德珠·阿旺罗布藏丹贝卓美（1876年4月15日—1897年）原俗名罗布藏汪曲甲错，藏族，西藏错拉营官属下扪地方人，第三世（计追认）德珠活佛。

## 生平
他出生于光绪二年三月二十一日（1876年4月15日），出生于错拉营官属下扪地方，其父为藏民桑噶娃，其母为白玛纵巴。后来，他被选为第二世德珠活佛的转世灵童候选人。光绪三年四月十二日（1877年5月24日），驻藏大臣松溎赴布达拉山，举行金瓶掣签仪式，并亲手掣出罗布藏汪曲甲错为转世灵童；济咙呼图克图谨按佛规，为其起法名“阿旺罗布藏丹贝卓美”。松溎在光绪三年四月十六日（1877年5月28日）给清廷的奏折中详述了上述过程：
松溎奏遵旨掣定诺门罕罗布藏青饶汪曲呼图克图呼毕勒罕摺
光绪三年四月十六日

奴才松溎跪奏，为圆寂诺门罕呼图克图罗布藏青饶汪曲转世之呼毕勒罕幼子，遵旨掣定，恭摺具奏，仰祈圣鉴事。窃兹据掌办商上事务通善济咙呼图克图阿旺班垫曲吉坚参禀称：前充协理商上事务诺们罕罗布藏青饶汪曲，于同治元年因剿办瞻逆案内，仰蒙大皇帝加恩赏加呼图克图名号，并准接辈转世承袭，嗣于十一年九月圆寂。该呼图克图深通经典，实系黄教众僧正主，当即遵旨饬查转世幼子，降生何方。

兹据报称，错拉营官属下扪地方番民桑噶娃、番妇白玛纵巴二人，于光绪二年三月二十一日得生一子，名罗布藏汪曲甲错，又藏属栋喀地方番目汪堆夺吉、番妇拉木策忍二人，于光绪二年三月初四日得生一子，名罗布藏丹贝汪曲。查此二子，俱有灵异，必系真正呼毕勒罕，恳请照例掣定，据情代奏。等因前来。奴才伏查无异，即令虔心讽经，于四月十二日亲赴布达拉山，恭谒高宗纯皇帝圣容前虔诚默祷，会同济咙呼图克图，跟同大众缮妥清字、唐古忒字名签二只缄封，放入金奔巴瓶内，供奉黄案。焚香礼毕，该呼图克图率众讽经一遍，奴才开瓶，将签拨转数次，敬掣一签，开封视之，上书番民桑噶娃之子罗布藏汪曲甲错，遂宣示大众，又将未经掣出之签取出开封，亦令众视，以免猜疑，无不欢欣悦服。济咙呼图克图谨按佛规，拟定法名为阿旺罗布藏丹贝卓美。当即率领大众，望阙叩谢天恩。所有奴才亲赴布达拉山掣定呼毕勒罕缘由，恭摺具奏，伏乞皇太后、皇上圣鉴，谨奏。军机大臣奉旨，知道了。钦此。（一史馆藏宫中朱批奏折）
此后，他坐床正式继任德珠活佛。后来他曾任哲蚌寺的“措钦朱古”。
光绪二十三年（1897年），德珠·阿旺罗布藏丹贝卓美圆寂，享年21岁。